# Хопкинс, Нэнси (биолог)
Нэнси Хопкинс (англ. Nancy Hopkins; род. 16 июня 1943, Манхэттен, Нью-Йорк) — американский молекулярный биолог, совершившая крупные открытия в области генетики рака. Доктор философии (1971), именной эмерит-профессор MIT, где трудилась с 1973. Член Национальных АН (2004) и Медицинской академии (1999) США. Лауреат Xconomy Lifetime Achievement Award (2018). Ее также указывают пионером в сфере повышения роли женщин в науке.

## Биография
Родилась и выросла на Манхэттене, училась в Spence School, где ей удалось реализовать свою страсть к науке и математике. В Радклиффском колледже пройдя курс биологии она была «наэлектризована», узнав о ДНК. Ее увлекает вопрос: как «включаются» и «выключаются» гены?
Окончила Гарвард (бакалавр биологии, 1964) и там же получила докторскую степень в области молекулярной биологии и биохимии на соотв. кафедре; занималась в Гарварде в лаборатории Марка Ташне.
Являлась постдоком в Лаборатории в Колд-Спринг-Харбор у Роберта Поллака и Джеймса Уотсона, изучала вирусы, вызывающие опухоли у животных.
С 1973 ассистент-профессор онкологического центра MIT (CCR, MIT Center for Cancer Research). Вместе с Sangeeta Bhatia и Сьюзан Хокфилд является соучредительницей MIT Future Founders Initiative, запущенной в 2020. Феллоу Американской академии искусств и наук (1998) и Академии Американской ассоциации исследований рака (AACR Academy, 2021).
Внесла значительный вклад в фундаментальную молекулярную биологию, генетику раковых вирусов и генетику раннего развития позвоночных.
Ее главная модельная система для понимания развития позвоночных и биологии рака — рыбки данио, она перенесла на них свое внимание в 1989 году.
В 2000 году назначена сопредседателем первого Совета по разнообразию преподавателей в Массачусетском технологическом институте. В книге «The Exceptions: Nancy Hopkins, MIT, and the Fight for Women in Science» Kate Zernike рассказывает об историческом признании Массачусетским технологическим институтом дискриминации в отношении женщин-ученых в 1999 году.
Занимается пропагандой профилактики рака и исследований его раннего выявления. Среди ее отличий Margaret L. Kripke Legend Award (2012) и UCSF Medal (2003).
Публиковалась в Science и Nature.